# Muho Nölke

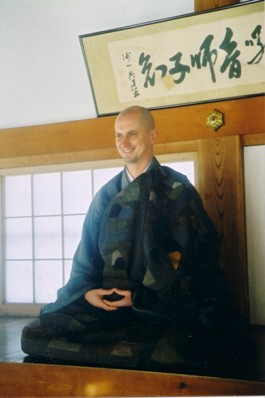
Muho Nölke

Muhō Nölke (1968) is een Duits zenmeester. Hij is sinds 2002 de abt van Antai-ji, een Japanse Soto-tempel. Hij heeft werken vertaald van Dogen en Kodo Sawaki en heeft ook meerdere eigen boeken geschreven.

## Biografie
Toen hij zestien jaar oud was kwam hij in aanraking met zazen en koesterde al snel de wens zenmonnik te worden. Als voorbereiding op zijn verblijf in Japan studeerde hij Japans aan de universiteit van Berlijn, alsmede filosofie en natuurkunde. Gedurende zijn studie bracht hij een jaar door aan de universiteit van Kyoto en hoorde voor het eerst van Antai-ji. Toen hij 22 was bracht hij er zes maanden door als leken-beoefenaar.
Na zijn afstuderen aan de universiteit, drie jaar later werd hij geordineerd tot Sōtō-zen monnik onder de abt Miyaura Shinyu Rōshi. Naast Antai-ji leerde hij een jaar in het Rinzai-klooster Tōfuku-ji in Kyoto en een jaar in Hosshin-ji in Obama, Fukui.
Nadat hij de Dharma-transmissie (Shihō) had gekregen van zijn leraar Miyaura Rōshi, besloot Muhō om als dakloze te gaan leven in een park in het centrum van Osaka, waar hij een zazengroep leidde in 2001.
Na zes maanden, in februari 2002, hoorde hij van de plotselinge dood van zijn leraar en werd teruggeroepen naar Antai-ji. In datzelfde voorjaar volgde hij zijn leraar op als de negende abt.